# Jaime Macaya

Jaime Andrés Macaya Vargas (Santiago, 2 de marzo de 1977) es un músico chileno, bajista y guitarrista, reconocido por su trayectoria en el ámbito del rock chileno. Ha sido miembro de diversas bandas activas desde la década de 1990, entre ellas se destacan: Helice, y la nueva formación de Banda 69 y actualmente Cuatro Lobos. 

## Biografía

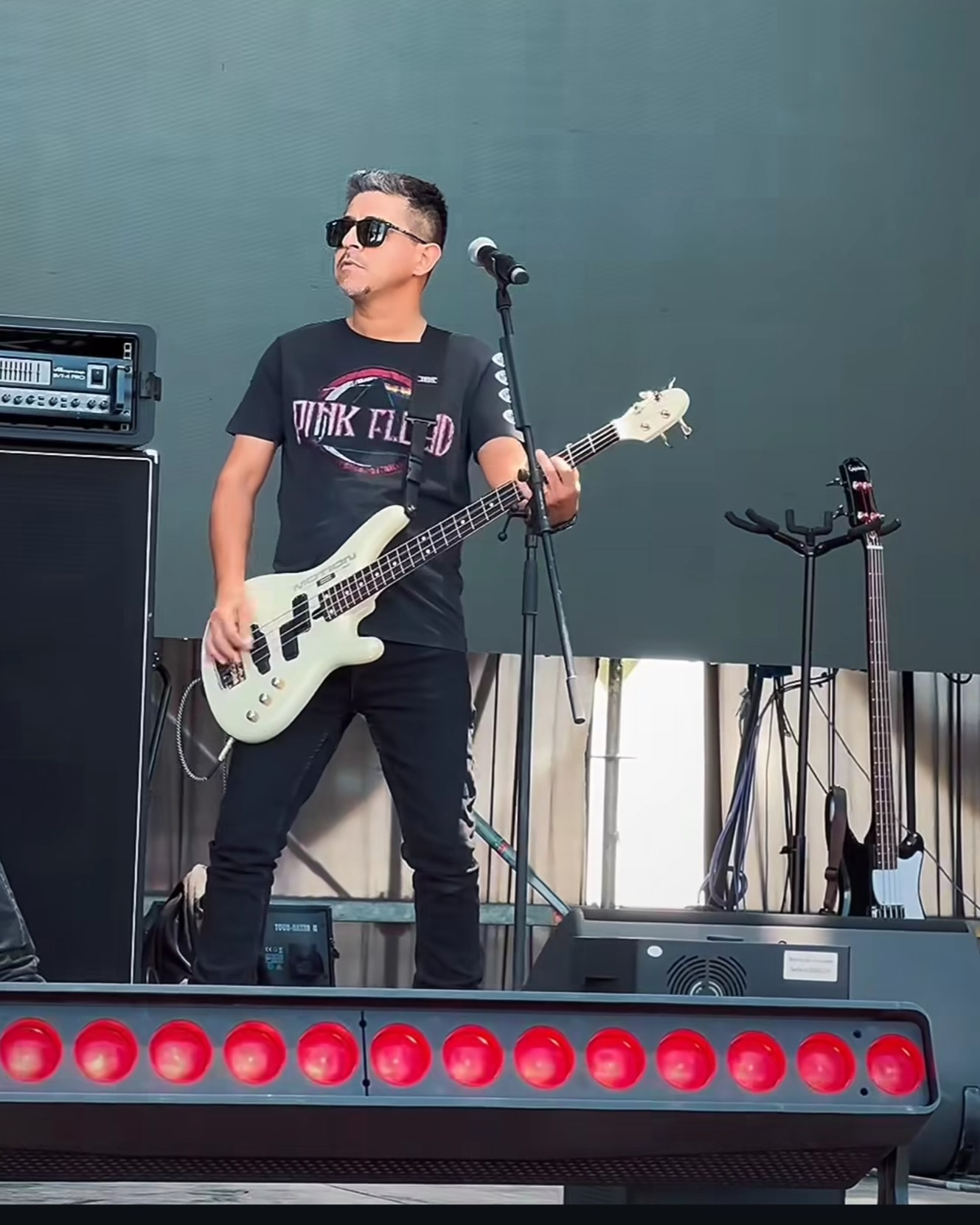
En festival Santiago Rocks 2024

Macaya comenzó su formación musical a temprana edad, estudiando piano a los cinco años, donde adquirió conocimientos de lectura musical. Sin embargo, debió abandonar las clases por un cambio de residencia familiar. Durante su adolescencia, inició su carrera musical interpretando la guitarra eléctrica y más tarde bajo eléctrico, instrumento con el que consolidó su rol en distintas agrupaciones.
Su debut en escenario fue en 1991, mientras cursaba la secundaria en Iquique, presentándose en el festival del Iquique English College con versiones de Los Prisioneros, junto a su amigo Rob Karamazov con la banda HP, a la que seguirían otras agrupaciones como Generación (1992) y Distantes (1994–1996).

## Carrera Musical

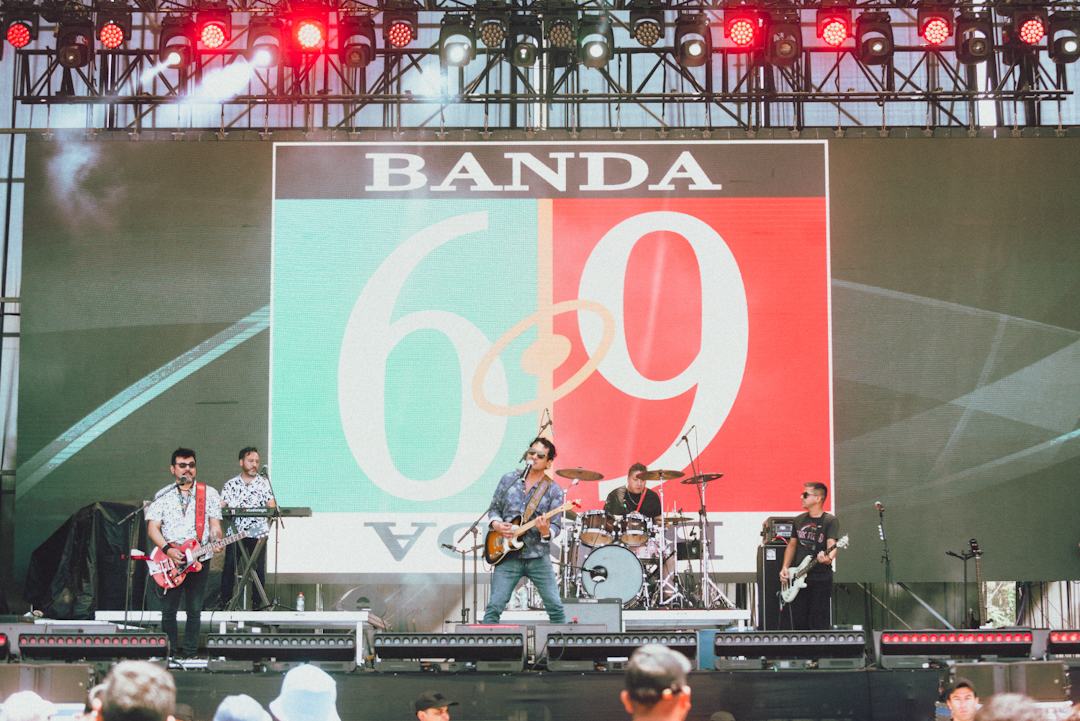
Tocando con Banda 69 en Hipódromo Chile, diciembre de 2024

En la década de 2020, Macaya se integró a la banda Helice como bajista, invitado por el productor musical Marcel O’Shee, con base en la Quinta Región de Chile, con quienes se publicó los EPs Caminar y Vol. 2, y los sencillos “Fachada”, “Cicatrices” y “Esconder”, este último en colaboración con la cantante nacional Daniela Aleuy.  La banda ha participado en escenarios como el Festival de Huechuraba (2024). La banda Helice ha sido destacada en medios nacionales e internacionales como: Revista digital iRock.cl (Chile); Programa radial Vorterix Santa Rosa (Argentina); revista digital Mi Rollo (España).
En 2024 fue invitado por Robert Rodriguez para integrar la nueva formación de la histórica Banda 69, agrupación de culto del rock chileno con dos álbumes publicados: Banda 69 (1988) y Pasiones (2010). Con esta banda ha participado en eventos como el Festival Santiago Rock 2024 en el Hipódromo Chile y en las “Sesiones íntimas” de Disquería KYD.
Desde 2025 forma parte de Cuatro Lobos, agrupación actualmente en proceso de grabación de su primer material.

## Apariciones Destacadas
| Banda        | Descripción |
| ------------ | --- |
| Con Helice   | 1. EP Caminar 2. EP Vol. 2 3. Sencillo "Fachada" 4. Sencillo "Cicatrices" 5. Sencillo "Esconder" (feat. Daniela Aleuy) 6. Festival de Huechuraba 2024 |
| Con Banda 69 | 1. Sesiones íntimas KYD (Disquería KyD, 2024) 2. Santiago Rocks 2024 (Rockaxis)                                                                       |